# Sigrid Weigel
Sigrid Weigel, née le 25 mars 1950 à Hambourg, est professeure de littérature allemande et directrice du Leibniz-Zentrum für Literatur- und Kulturforschung (de) à Berlin.
Elle est membre de l'Academia Europaea et de la Modern Language Association.

## Biographie
Sigrid Weigel a étudié à l'Université de Hambourg de 1969 à 1977, obtenant un doctorat.
Elle a été professeure invitée à Bâle, Berkeley, Cincinnati, Harvard et Stanford. Elle est actuellement nommée professeure invitée permanente à l'université de Princeton.
En 2016, elle a reçu le prix Aby Warburg.

## Travaux
- Génération: zur Genealogie des Konzepts, Konzepte von Genealogie, Wilhelm Fink Verlag, 2005,  (ISBN 978-3-7705-4082-2)[5]
- Genea-Logik: Generation, Tradition und Evolution zwischen Kultur- und Naturwissenschaften, W. Fink, 2006,  (ISBN 978-3-7705-4173-7)
- Flugschriftenliteratur 1848 à Berlin. Geschichte und Öffentlichkeit einer volkstümlichen Gattung . Thèse. Université de Hambourg 1977. Stuttgart 1979.
- „Und selbst im Kerker frei…! «Zur Theorie und Gattungsgeschichte der Gefängnisliteratur . 1750–1933. Marburg 1982.
- Die Stimme der Medusa. Schreibweisen in der Gegenwartsliteratur von Frauen . Dülmen-Hiddingsel 1987.
- Topographien der Geschlechter. Kulturgeschichtliche Studien zur Literatur . Reinbek 1990.
- Bilder des kulturellen Gedächtnisses. Beiträge zur Gegenwartsliteratur . Dülmen-Hiddingsel 1994.
- Espace corps et image. Relire Walter Benjamin . Londres 1996. (Traduction espagnole: Cuerpo, imagen y espacio en Walter Benjamin. Una relectura . Buenos Aires ua 1999. )
- Entstellte Ähnlichkeit. Walter Benjamins theoretische Schreibweise . Francfort-sur-le-Main 1997.
- Ingeborg Bachmann. Hinterlassenschaften unter Wahrung des Briefgeheimnisses . Vienne 1999.
- Literatur als Voraussetzung der Kulturgeschichte. Schauplätze von Shakespeare bis Benjamin . Munich 2004.
- Walter Benjamin. Die Kreatur, das Heilige, die Bilder . Francfort-sur-le-Main 2008.

## Travaux en anglais
- « Woman Begins Relating to Herself », Sigrid Weigel and Luke Springman, New German Critique, No. 31, West German Culture and Politics (Winter, 1984), pp. 53–94
- German feminist writings, Continuum International Publishing Group, 2001 (ISBN 978-0-8264-1280-5, lire en ligne), « Double Focus: On the History of Women's Writing »
- 'With the sharpened axe of reason': approaches to Walter Benjamin, Berg, 1996 (ISBN 978-1-85973-054-6, lire en ligne), « Reading/Writing the Feminine City »
- Restitution and memory: material restoration in Europe, Berghahn Books, 2007 (ISBN 978-1-84545-220-9, lire en ligne), « Conversion, Exchange, and Replacement »
- Body and Image Space. Re-Reading Walter Benjamin  (Translator Georgina Paul), London, Routledge, 1996 (ISBN 978-0-415-10955-0, lire en ligne)
- Walter Benjamin: Images, the Creaturely, and the Holy, Transl. by Chadwick T. Smith, Stanford UP, 2013.